# Theridion fuscum
Theridion fuscum är en spindelart som beskrevs av Franganillo 1930. Theridion fuscum ingår i släktet Theridion och familjen klotspindlar.
Artens utbredningsområde är Kuba. Inga underarter finns listade i Catalogue of Life.